# Каскейд Локс (град, Орегон)
Каскейд Локс (на английски: Cascade Locks) е град в окръг Худ Ривър, щата Орегон, САЩ. Каскейд Локс е с население от 1075 жители (2007) и обща площ от 7,7 km². Намира се на 51,82 m надморска височина. ЗИП кодът му е 97014, а телефонният му код е 541.